# Nangarhár
Provincie Nangarhár (paštunsky د ننګرهار ولایت‎) je jednou z 34 afghánských provincií nacházející se na východě země poblíž hranice s Pákistánem. Hlavním městem je Džalálábád někdy známý pod názvem Džalálkót. Provincie se dělí na 22 krajů. Hlavním etnikem jsou Paštunové.

## Ekonomika
Provincie Nangarhár profituje především z obchodu se sousedním Pákistánem. Díky tomu je možné platit v obchodech i pákistánskou rupií.